# Матсен, Херман
Херман Матсен (дат. Herman Matzen; 15 июля 1861 года, Дания — 22 апреля 1938 года, Кайахога, Огайо, США) — американский скульптор и педагог датского происхождения.

## Ранние годы
Матсен обучался в академии художеств в Мюнхене и в Прусской академии искусств в Берлине прежде чем иммигрировал в США. Переехав сначала в Детройт, он в конечном итоге поселился в Кливленде.

## Избранные работы
- «Правосудие» и «Закон» (англ. Justice and Law), находящиеся перед зданием суда округа Саммит в Акроне, Огайо, 1908.
- Памятник Фридриху фон Шиллеру в парке Белл-Айл, Мичиган, 1908.
- Монументальные статуи Каина и Авеля перед зданием суда округа Лейк в Пейнсвилле[англ.], Огайо, 1909.
- «Ангел Смерти Победоносец» (The Angel of Death Victorious) или «Ангел Хэзерота» (The Haserot Angel) на кладбище Лейк-Вью[англ.] в Кливленде, Огайо, 1924. Скульптура установлена позади могил предпринимателя Фрэнсиса Генри Хэзерота (Francis Henry Haserot; 1860—1954) и его семьи[3][4][5]. Хэзерот заказал скульптуру в 1923 году[4]. Дизайн ангела спроектирован на основе портрета жены предпринимателя — Сары, умершей в 1919 году[4].
- Замена трёх скульптур с монумента коммодору Оливеру Хазарду Перри на бронзовые копии, 1929. Монумент находится в парке Уэйд, Кливленд.

## Галерея

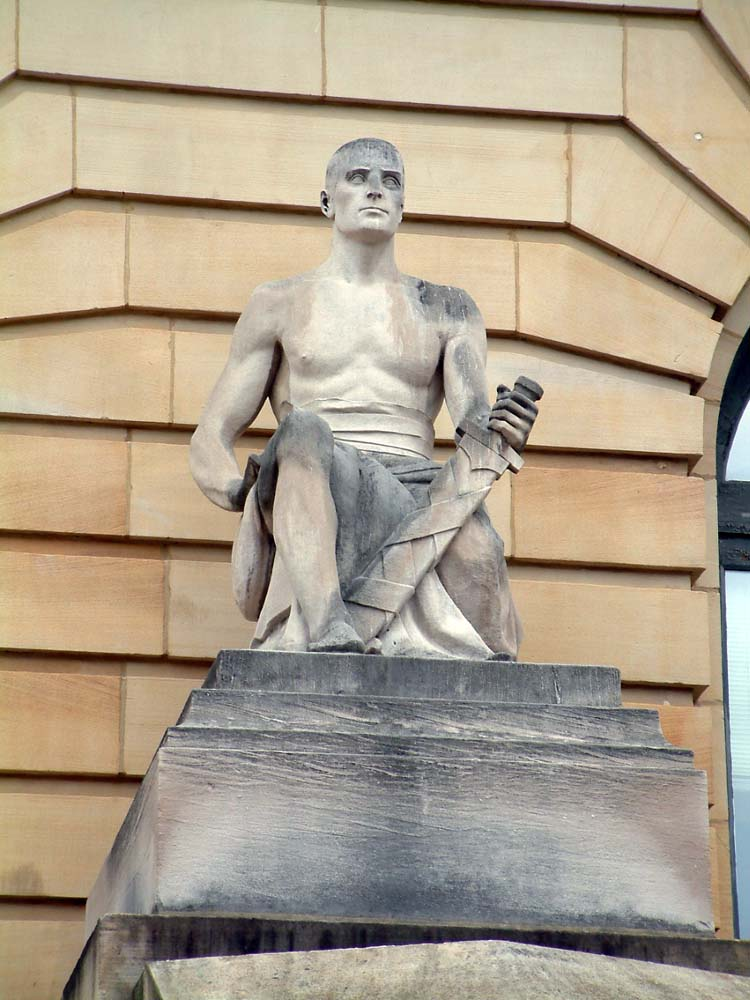
«Правосудие»
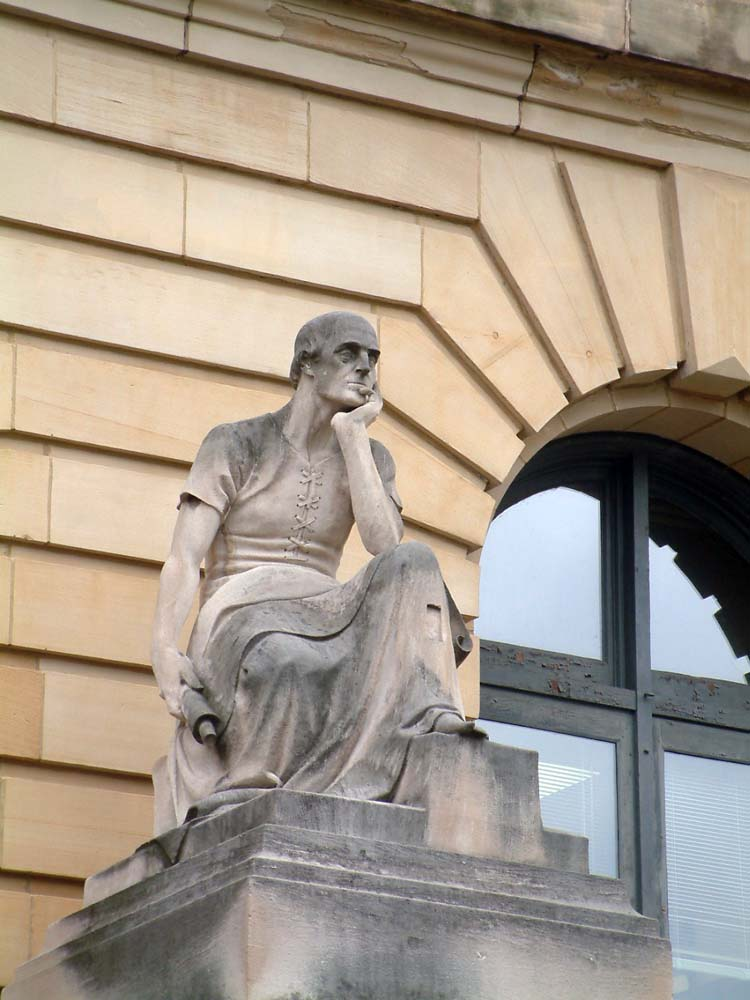
«Закон»
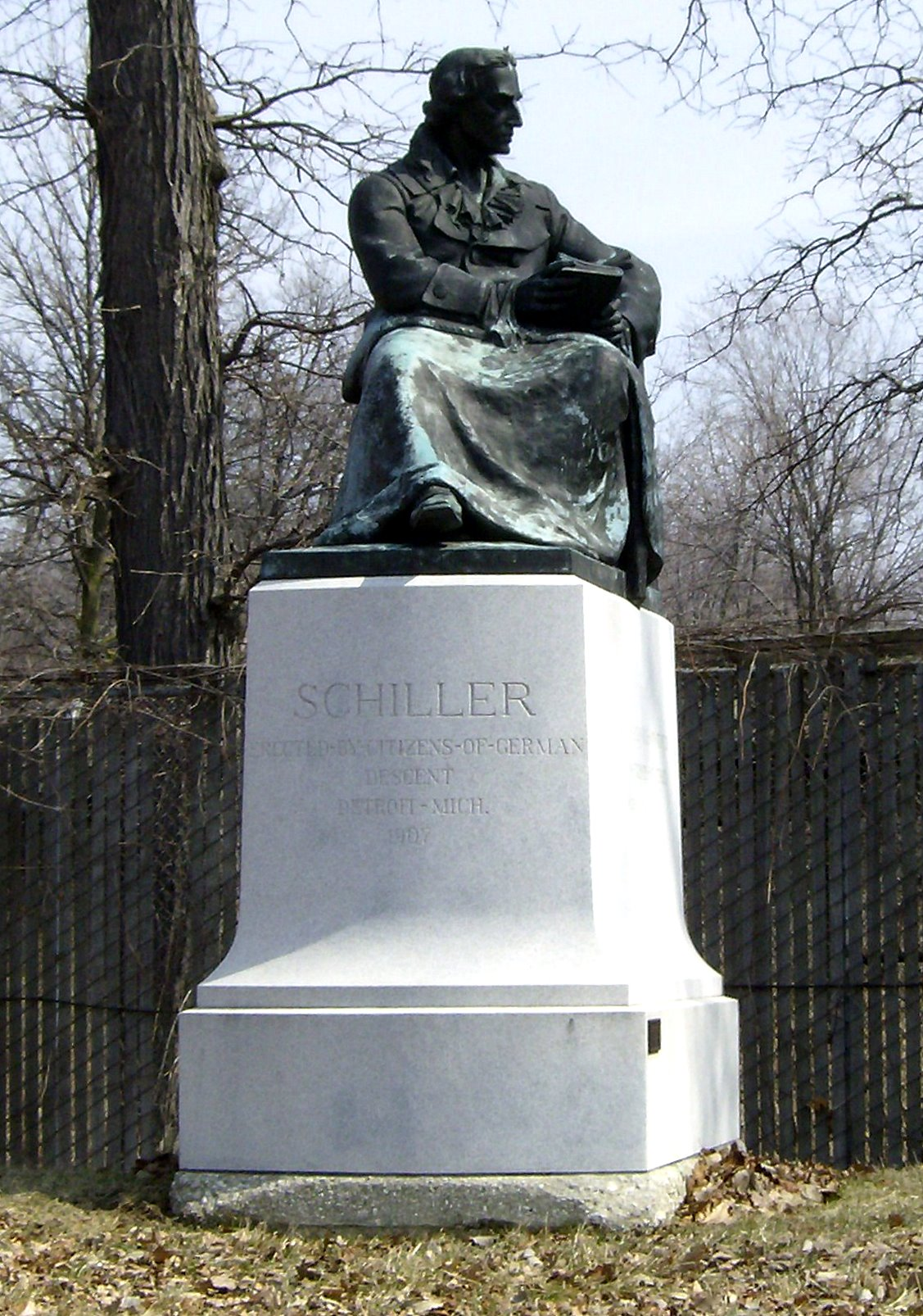
Памятник Шиллеру
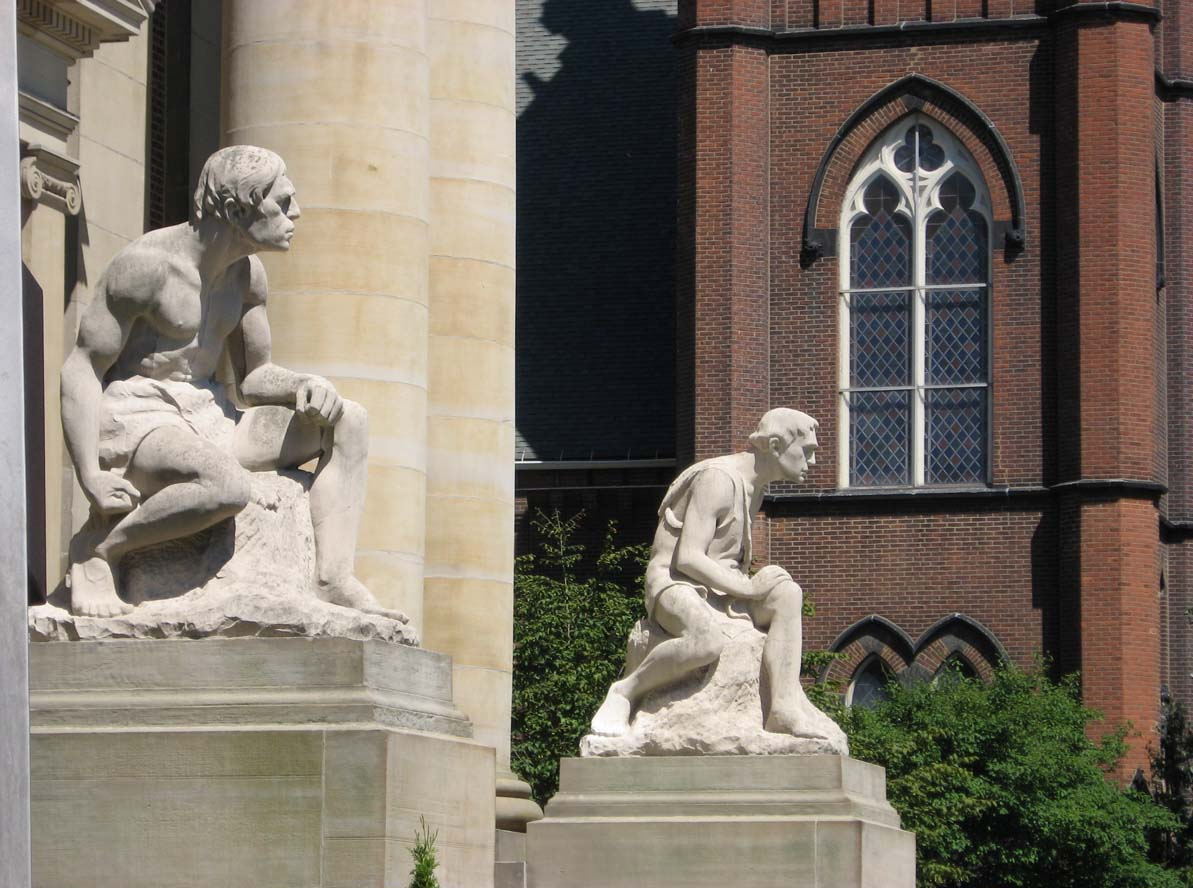
Статуи Каина и Авеля
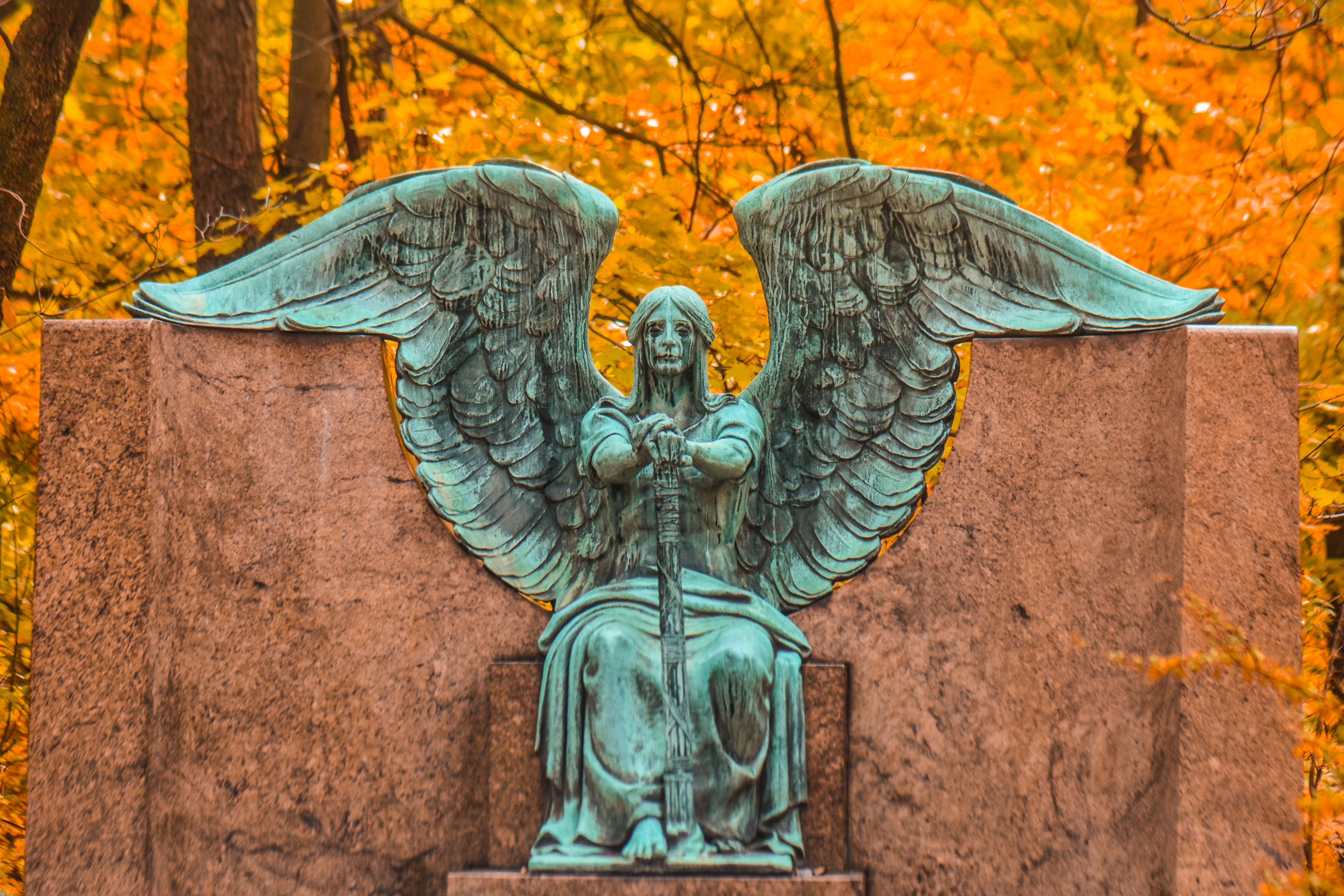
«Ангел Смерти Победоносец». Фотография 2016 года